# Reinaldo Rueda
Reinaldo Rueda Rivera (Cali; 16 de abril de 1957) es un entrenador de fútbol colombiano, naturalizado hondureño. Actualmente dirige a la Selección de Honduras.
En su palmarés se destacan la Copa Libertadores de América 2016 y la Recopa Sudamericana 2017 con Atlético Nacional, el tercer lugar con la Selección de fútbol sub-20 de Colombia en la Copa Mundial de Fútbol Sub-20 de 2003 en Emiratos Árabes Unidos, la clasificación de la Selección de Honduras a la Copa Mundial Sudáfrica 2010 y la clasificación de Ecuador a Brasil 2014.

## Biografía
Rueda nació el 16 de abril de 1957 en Cali, Valle del Cauca, aunque su niñez la vivió en Yumbo, en el barrio las cruces, al lado de una señora llamada Marina con sus 7 hijos. Está casado con Genith Ruano, con quien tiene 3 hijos; obtuvo la licenciatura en Educación Física y Salud en la Universidad del Valle.
Su postgrado lo hizo en la Escuela Superior de Deportes de Alemania y desde entonces habla fluidamente alemán. Posteriormente se convirtió en instructor de la Escuela Nacional de Entrenadores de Colombia; además de ser uno de los instructores de fútbol avalados por la FIFA. Como futbolista Rueda no participó en primera división, pero jugó en equipos de divisiones inferiores, amateurs y universitarios. 

## Trayectoria

### Clubes

#### Cortuluá
Rueda debutó como entrenador del Cortuluá el 12 de mayo de 1994 y estuvo al mando del club hasta el 20 de abril de 1997. Asumió en la fecha 20 y el equipo se salvó del descenso en 1994 por diferencia de goles frente al Atlético Bucaramanga. Luego, hizo campañas de media tabla. Su último partido dirigido fue en la última fecha del Torneo Finalización 1997. En total estuvo al frente del equipo en 163 partidos.

#### Deportivo Cali
El 5 de junio de 1997 llegó al Deportivo Cali, en el Torneo Adecuación y terminó segundo en la reclasificación, pero no alcanzó a llegar a las finales. Dejó el cargo el 20 de septiembre de 1998 y con la base que dejó, el Deportivo Cali fue campeón bajo el mando de José 'Cheché' Hernández.

#### Independiente Medellín
El 24 de mayo de 2002 llegó al Independiente Medellín. Con en este equipo permaneció hasta el 19 de septiembre, y curiosamente, al igual que ocurrió en el Cali, el técnico que le reemplazó (Víctor Luna), terminó siendo el campeón. Mientras que Rueda volvería a tomar las riendas de las selecciones juveniles de Colombia.

#### Atlético Nacional
Pese a que Rueda era esperado por los directivos de Millonarios, Enrique Camacho y Gustavo Serpa, en la sede deportiva del club para ser presentado como el nuevo director técnico en reemplazo del argentino Ricardo Lunari, una llamada de Juan Carlos de La Cuesta, entonces presidente de Atlético Nacional, cambió el rumbo de los acontecimientos. Ese mismo día, Rueda fue anunciado como nuevo entrenador del equipo verdolaga
Reinado Rueda en entrevista con Caracol  Radio: 

"Cuando yo ya estaba casi que listo en Millonarios, me llama el doctor Juan Carlos de La Cuesta y me dice ‘Profe, queremos hablar con usted’, le dije: ‘yo voy para Bogotá’; me dijo ‘no, usted es el técnico de Nacional, ya vamos a publicar en las redes’. No habíamos hablado nada de nada, yo me estaba haciendo cortar el pelo para irme para Bogotá, porque yo ya había ido al apartamento del doctor Gustavo Serpa"

Finalmente llegó a Atlético Nacional y firmó un contrato el 2 de junio de 2015. Con este equipo consiguió el campeonato de liga en 2015 y 2017, también logró Copa Colombia 2016 y la Superliga de Colombia 2016. El 27 de julio de 2016 ganó la Copa Libertadores, derrotando 1-0 al Independiente del Valle de Ecuador; en diciembre de ese año fue finalista de la Copa Sudamericana cediéndola a Chapecoense en homenaje a las víctimas del Vuelo 2933 de LaMia y en mayo de 2017 logró la Recopa Sudamericana 2017, derrotando 4-1 a Chapecoense de Brasil. El 21 de junio de 2017 dejó de ser técnico del equipo Verdolaga.

#### Flamengo
El 14 de agosto de 2017 fue confirmado como director técnico del Flamengo, firmando contrato hasta diciembre de 2018. Tres días después de su presentación, ese equipo empat̟o 0-0 con Botafogo por la semifinal de la Copa. El 27 de septiembre quedó subcampeón de la Copa de Brasil 2017.
De la mano de Rueda, Flamengo volvió a una final internacional después de 16 años, derrotando en semifinales a Junior de Barranquilla en la Copa Sudamericana 2017, ganando en la ida 2-1 en Río de Janeiro y también el partido de vuelta 0-2 en Barranquilla. En la final fue superado por el Independiente de Avellaneda en el Estadio Maracaná. El 3 de diciembre garantizó la presencia de Flamengo en la fase de grupos de la Copa Libertadores 2018 tras ganar por 1-2 al Vitória.
Se marchó del club el 8 de enero de 2018 cuando firma con la Selección de fútbol de Chile.

### Selecciones

#### Selección de Colombia

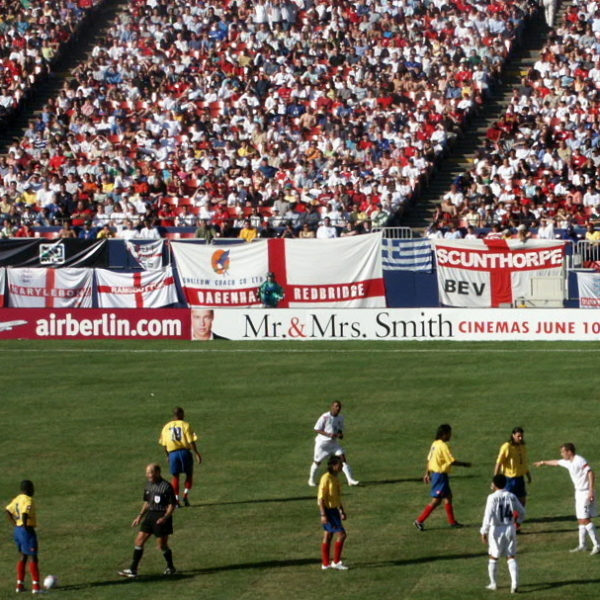
Rueda dirigió a Colombia en el 2005 en un amistoso contra Inglaterra en el Giants stadium, Rutherford, NJ.

Como director técnico, Rueda tuvo la oportunidad de dirigir a la selección de fútbol de Colombia en todas sus categorías: Sub’17, 20, 21, 23 y la mayor. Entre sus logros están: Los campeonatos regionales con las selecciones del Valle del Cauca, dos finales con Colombia, en el torneo de La Esperanza de Toulón en Francia con la selección sub-21 en 2000 y en 2001.
En el primer torneo, el equipo de Rueda venció a Irlanda por 1-0, Ghana 4-1, y Costa de Marfil por 3-1. Sumado a estos resultados, están los dos empates que obtuvo ante Portugal; incluyendo el juego de la final el 3 de junio, donde Colombia se alzó con el campeonato luego de doblegar a los portugueses por la vía de los penales (3-1). En el 2001 el conjunto colombiano con Rueda al mando, también logró llegar a la final de este torneo francés, pero se tuvo que conformar con el subcampeonato al caer ante los portugueses por 1-2.
En el torneo sudamericano sub-20 de Uruguay en 2003, Rueda logró clasificar a Colombia al Campeonato Mundial juvenil de la FIFA luego de diez años de ausencia. Rueda había sido precisamente el entrenador de Colombia, en el último mundial que este país había participado (Australia 1993). En la Copa Mundial de Fútbol Juvenil de 2003 de los Emiratos Árabes Unidos; Rueda alcanzó el tercer lugar de la competencia después de derrotar a Argentina por marcador de 2-1.
En enero del 2004 la Federación Colombiana de fútbol firmó con Rueda para que se hiciera cargo de la selección ante la renuncia de Francisco Maturana. Bajo la conducción del doctor Maturana, Colombia había cosechado 1 punto de 12 posibles en la eliminatoria de la CONMEBOL. Pero los compromisos de Rueda como nuevo seleccionador 'cafetero' no solamente era sortear los partidos de clasificación sino también la Copa de Oro de la Concacaf 2005 y Copa América de Perú 2004. En Perú, la selección de Rueda tuvo una aceptable participación al lograr el cuarto lugar de la competencia. Colombia debutó el 16 de julio derrotando a Venezuela 1-0 con gol de Moreno en estadio nacional de Lima. El 9 de ese mes hizo lo mismo con Bolivia. Colombia terminó la fase de grupos con un empate ante el anfitrión Perú a 2 goles por bando. El 17 de julio, el equipo comandado por Rueda derrotó fácilmente a Costa Rica en cuartos de final. Pero en la fase de semis sucumbió ante la escuadra de Argentina por 3-0. Con este resultado Colombia jugó el partido de consolación ante Uruguay el cual perdió 2-1 quedándose con el cuarto lugar del torneo.
Además de la Copa América; Rueda tuvo la oportunidad de participar con Colombia en la Copa de Oro de la CONCACAF en 2005. Este torneo le sirvió a Rueda para afinar al combinado colombiano con miras a las eliminatorias Alemania 2006. Colombia abrió la justa perdiendo el 6 de julio de 2005 ante la selección de fútbol de Panamá por 0-1. Luego (10 de julio) enfrentó a Honduras dirigida por José de la Paz Herrera y también cayó. Esta vez por marcador de 1-2. A pesar de estas derrotas, el equipo de Rueda Rivera repuntó y el 12 de julio venció a Trinidad y Tobago por 2-0. Esto le bastó a Colombia para avanzar a octavos y enfrentar a México. A esta selección, Colombia la eliminó al vencerla por 2-1 en Houston Texas. Con este resultado, los 'Cafeteros' enfrentaron nuevamente a Panamá, la cual volvió a someter al equipo de Rueda esta vez por marcador de 2-3. Con este resultado Colombia quedó fuera de la final, ocupando el cuarto puesto del torneo.
Para la eliminatorias de Alemania 2006, Rueda tomó a Colombia con solo un punto en la tabla luego de cuatro partidos. En su primer partido el equipo de Rueda venció como visitante a la selección de fútbol de Perú por 2-0 el 31 de marzo. Con Eduardo Velasco (P.F.) y Alexis Mendoza como asistente de Rueda y la calidad de jugadores como: Juan Pablo Ángel, Tressor Moreno, Miguel Calero, Mondragón, Grisales, Soto, entre tantos otros, las aspiraciones de Colombia de asistir a la Copa del mundo renacían. Sin embargo, el equipo cayó en su siguiente encuentro ante Ecuador (2-1), pero volvió a meterse en la pelea al doblegar a los uruguayos por 5-0 en junio de 2004. Luego vinieron tres empates consecutivos: ante Paraguay, Chile y Brasil, así el equipo colombiano se mantenía en la pelea por clasificar con 10 puntos. El 17 de noviembre Colombia regresó a la senda del triunfo al derrotar a Bolivia 1-0 en Barranquilla. Luego del triunfo sobre Bolivia y ubicado en la sexta ubicación en la tabla de posiciones el 'vallecaucano' declaró que: “Está comprobada la hombría y la mística de este grupo”.
Pero a principios del 2005, Rueda y su equipo, solo pudieron sumar un punto de 6 posibles contra Venezuela y Argentina. Entre el 4 y el 8 de junio del 2005, el 'Tricolor Colombiano' sumó 6 puntos más al vencer por 5-0 a una débil Perú y posteriormente a Ecuador por 3-0 en Barranquilla con dos goles de Tressor Moreno y uno de Martín Arzuaga. Así la selección de fútbol de Colombia de Rueda sumó 20 puntos y mantuvo ilusión mundialista.
Su próximo encuentro sería de visita ante Uruguay (rival directo con 18 puntos). Una victoria o un empate significaba para Rueda y su equipo, el boleto casi seguro a la repesca. Ninguno de los dos se les dio. Colombia logró empatar con goles de Soto y Juan Ángel un encuentro que perdía; pero no le alcanzó. Marcelo Zalayeta anotó al minuto 85 y la selección de fútbol de Colombia terminó perdiendo 3-2 su partido más importante de la eliminatoria. Así las esperanzas de ir al mundial se esfumaban.
El 8 de octubre Chile (aún en la pelea) le sacó un empate en Barranquilla y Uruguay no aflojó al empatar de visitante ante los Ecuatorianos.
Así, la tabla ponía a los 'charrúas' en la repesca con 22 puntos, y a Colombia con 21 a falta de una jornada. El equipo de Rueda hizo su trabajo al vencer en Asunción a los paraguayos por 1-0 con gol de Luis Gabriel Rey en la última fecha. Pero también Uruguay hizo lo propio al vencer a Argentina en Montevideo (1-0). Y con esos resultados la selección de fútbol de Colombia dirigida por Rueda quedó fuera de Alemania 2006.  Entre juegos amistosos y oficiales dirigió 40 juegos a la selección 'tricolor' de Colombia.

#### Selección de Honduras
En 2006 Rueda fue contactado por la Federación Nacional Autónoma de Fútbol de Honduras para que se hiciera cargo de la selección hondureña rumbo a Sudáfrica 2010. En enero del 2007 el técnico viajó a Miami donde se reunió con el presidente de la Comisión de Selecciones; Rafael Ferrari, para establecer las bases de su contratación. En dicha reunión Rueda Rivera aceptó hacerse cargo del combinado nacional catracho y estampó su firma por cuatro años. En enero del 2007 arribó a Honduras junto a sus asistentes: Carlos Velasco (PF) y Alexis Mendoza (AT) para luego viajar a El Salvador y presenciar la Copa de Naciones UNCAF que se desarrolló en San Salvador (Más adelante se unió a su cuerpo técnico; Pedro Zape Preparador de Arqueros). En esta justa competitiva, Honduras estaría dirigida por el experimentado técnico: José de la Paz Herrera. Con la misión de ahuyentar los fantasmas del pasado y clasificar a Honduras por segunda vez al mundial, luego de una prolongada ausencia de 28 años; Rueda debutó no-oficialmente como técnico de Honduras, el 24 de marzo del 2007. En esa oportunidad, la selección de fútbol de Honduras venció a la selección de fútbol de El Salvador (2-0) en el Lockhart Stadium de Fort Lauderdale, Florida ante unos 17,000 espectadores en su mayoría hondureños. David Suazo, Amado Guevara, Samuel Caballero, Carlos Oliva entre otros; fueron parte de ese partido, que representó el inicio de una nueva era en el fútbol de Honduras.
El debut no-oficial de Rueda en Honduras se llevó a cabo el 19 de abril en el estadio Nilmo Edwards de La Ceiba contra la selección de fútbol de Haití. En ese encuentro, la selección de fútbol de Honduras sin 'legionarios' cayó sorpresivamente 1-3. El 25 de mayo volvió a caer de visita ante Venezuela 1-2. Una semana después, previo a la Copa de Oro de la CONCACAF; Honduras venció a Trinidad y Tobago 3-1 en San Pedro Sula.
El primer encuentro de carácter oficial de la selección de fútbol de Honduras en la 'era Rueda', se llevó a cabo el 8 de junio en el Giants Stadium de Nueva Jersey. Allí, su selección cayó por un marcador de 2-3 ante Panamá por la Copa Oro del 2007. Dos días después, Rueda le ganó el pulso a su homólogo; Hugo Sánchez al derrotar a la selección de fútbol de México por 2-1 con goles Carlo Costly. De Nueva Jersey el combinado de Rueda se movilizó hasta Houston donde derrotaron a Cuba por 5-0. Con este resultado, Honduras clasificó a la segunda ronda, donde cayó por 0-1 ante Guadalupe. El estratega un tanto molesto por la derrota, aseguró "Que el día que se perdió con Guadalupe, Honduras clasificó al mundial'.
Posteriormente, la selección dirigida por Rueda Rivera enfrentó en partidos amistosos a cuatro rivales sudamericanos. El 12 de septiembre el Honduras enfrentó a Ecuador en el estadio Olímpico Metropolitano y lo derrotó por 2-1. Al año siguiente (6 de febrero de 2008) el combinado catracho enfrentó a Paraguay; líder de la eliminatoria suramericana y lo batió por 2-0. Así mismo, el 26 de marzo en Fort Lauderdale, Rueda le ganó la partida a su compatriota Jorge Luis Pinto al derrotar a la selección Colombia dirigida por este. En la misma ciudad empató con Venezuela 1-1 en mayo de 2008.
El 4 de junio de 2008 Rueda debutó al mando de la selección de fútbol de Honduras oficialmente en ruta al mundial de Sudáfrica 2010. El combinado catracho derrotó contundentemente por 4-0 a la selección de fútbol de Puerto Rico en el estadio Olímpico de San Pedro Sula, ante unos 35,000 aficionados. Suazo (2), Palacios y De León anotaron por Honduras y con este resultado Honduras ya casi aseguraba el pase a la siguiente fase. Este se dio 18 de junio en el empate a 2 goles en Bayamón, Puerto Rico.
El 20 de agosto de 2008 Honduras comenzó la segunda fase de la eliminatoria perdiendo ante su similar de México en el estadio Azteca. Luego de ir ganando (1-0) por gran tramo del encuentro, México con goles de Pável Pardo le dio vuelta al marcador (1-2), y el equipo de Rueda empezó con pie izquierdo el cuadrangular. El 6 de septiembre con la necesidad de sumar Rueda envió a cancha un equipo ofensivo ante una difícil selección canadiense en Montreal. En una noche redonda Ramón Núñez a pases de Suazo anotó en dos oportunidades para darle la victoria a Honduras (2-1) y un respiro al técnico Rueda.
El 10 de septiembre, el equipo comandado por Rueda Rivera se deshizo fácilmente por 2-0 de la Jamaica, resultado que provocó la destitución de René Simoes como técnico de los 'Reggae Boys'. Al mes siguiente Honduras fue contundente y derrotó a Canadá por 3-1, en una gran noche de Carlo Costly. Con este resultado, Honduras necesitaba de 3 puntos más para estar en la siguiente ronda y con ese objetivo se enfrentó a los 'Reggae Boys' en Kingston el 15 de octubre. Pero el resultado no se le dio al equipo de Rueda al caer 1-0, y con este resultado Jamaica se metía en la pelea al sumar 7 puntos.
Con la presión impuesta por los jamaiquinos, Honduras (9 puntos) recibió a México (10 puntos) el 19 de noviembre. Honduras con la necesidad de imponerse en casa y el equipo mexicano con la misión de no ser goleado (Ambos casos se dieron). El combinado del técnico 'cafetero' ganó por la mínima diferencia (1-0) con autogol de Ricardo Osorio. Con este resultado los dos equipos se clasificaron a la 'Hexagonal Final'.

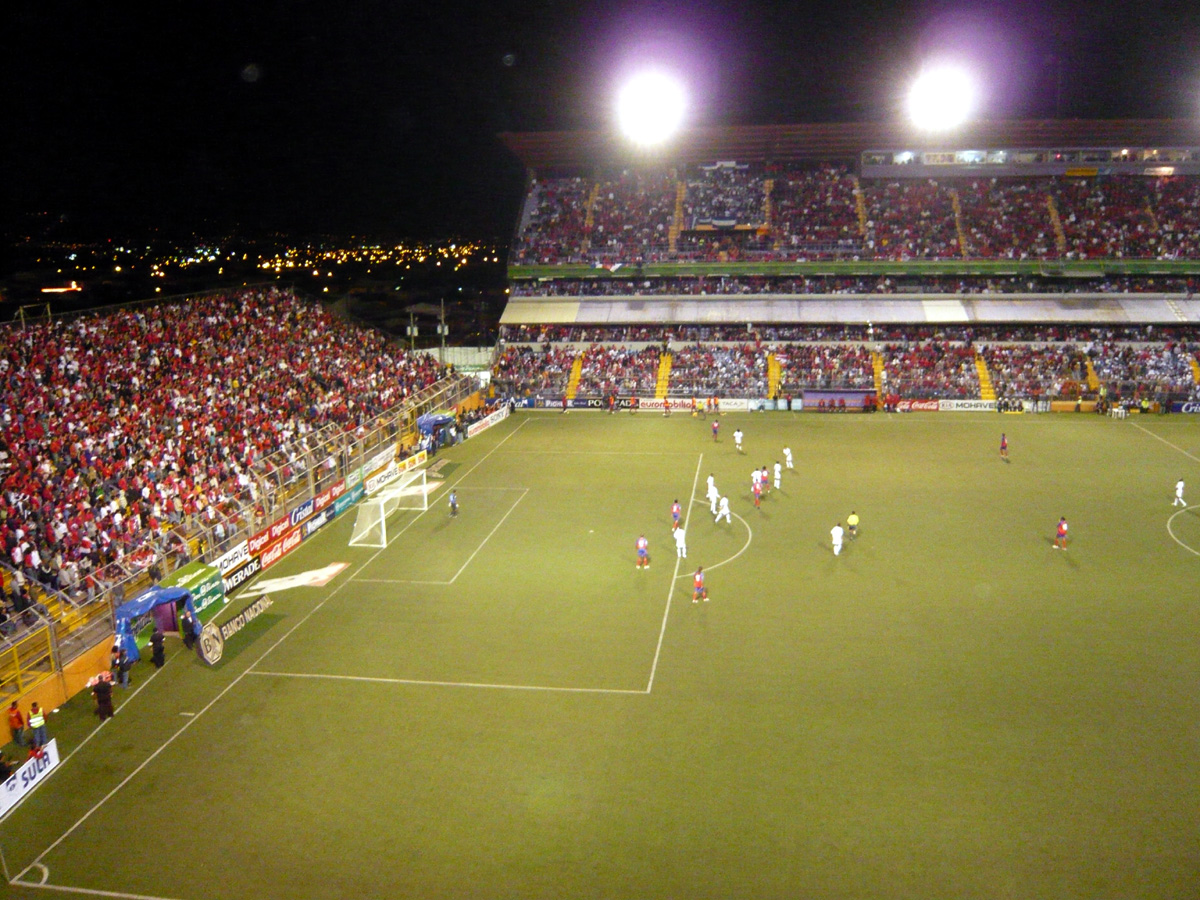
Rueda comenzó dirigiendo la 'Hexagonal Final' de la CONCACAF en el estadio Ricardo Saprissa el 11 de febrero de 2009.

Al comienzo de la hexagonal, Rueda declaró a los medios que Honduras jugaría '10 finales'. El 'vallecaucano' perdió su primera final el 11 de febrero de 2009 al caer derrotado 2-0 en el estadio Ricardo Saprissa de Costa Rica. El resultado dejó un sabor amargo en Honduras; Rueda no presentó en el once inicial, al equipo que le venía dando buenos resultados en la eliminatoria y por ende la 'Bicolor' se vio mal. Para la siguiente final también de visitante ante Trinidad y Tobago, incluyó a Carlos Pavón como titular. Este anotó el gol que puso en ventaja a la selección por la mayor parte del partido, pero una desconcentración de la zaga al 89' permitió que los locales empataran y le arrebataran a Honduras sus primeros tres puntos dejando un sabor agridulce entre los aficionados. Los 'catrachos' habían comenzado mal la 'Hexagonal' consiguiendo solamente un punto de 6 posibles.
Pero el 1 de abril Rueda sorprendió a propios y extraños al enviar al terreno del estadio Olímpico Metropolitano un equipo completamente ofensivo. El estratega incluyó en la alineación a Mauricio Sabillón por primera vez, así mismo a Emilio Izaguirre, Julio César de León y a Ramón Núñez, todos jugadores con gran proyección ofensiva. Adelante estuvo la dupla Pavón y Costly; ambos anotaron y el combinado dirigido por el 'Profe' Rueda ganó a los mexicanos por 3-1. Su apuesta le dio frutos. Este resultado le costó el puesto al entrenador: Sven-Göran Eriksson y el sueco se convirtió en la segunda víctima de los hombres dirigidos por Rueda en ruta a Sudáfrica.
El 6 de junio, el equipo dirigido por Rueda enfrentó a los Estados Unidos de Bob Bradley en Chicago. Honduras comenzó ganando con anotación de Carlo Costly, pero los 'catrachos' no pudieron soportar la presión impuesta por los 'Gringos' y terminaron cayendo por 1-2. Mientras Costa Rica y Estados Unidos se alejaban Honduras se estancaba en la tabla con 4 puntos. Esto le puso presión a Rueda y el 10 de junio en San Pedro Sula con gol un solitario gol de Carlos Pavón, Honduras triunfó por sobre El Salvador 1-0. El cuerpo técnico 'colombiano dirigido por Rueda tomó un segundo aire. Honduras sumó 7 puntos y enderezó el camino en la 'Hexagonal'.
El 12 de agosto Costa Rica llegó a San Pedro Sula como líder de la Hexagonal con 12 puntos. Rueda paró en el coloso sampedrano casi al mismo equipo que enfrentó a México. Costa Rica con la tranquilidad que le daba estar en primer lugar se relajó y Honduras le propinó una paliza de 4 goles por cero. Costly, Pavón y Valladares se dieron un festín en la portería costarricense.
Al mes siguiente, Honduras continuó escalando posiciones y superó a Costa Rica en la tabla de la Hexagonal (13) al derrotar contundentemente por 4-1 a la selección de fútbol de Trinidad y Tobago. Con este resultado y la caída de los 'Ticos' ante México, la selección de Rueda quedó a 3 puntos de clasificar al mundial. Pero el 10 de octubre Rueda su equipo y la afición hondureña no pudieron celebrar. Estados Unidos les aguó la fiesta al derrotarlos por 2-3 en el Olímpico Metropolitano en el que fue; el mejor encuentro de la 'Hexagonal' y la primera caída de Honduras como local en la era Rueda. También perdió en su visita a México por 1-0.
A pesar de la derrota, el equipo de Rueda no decayó, el 14 de octubre con gol de Carlos Pavón Honduras superó a El Salvador en estadio Cuscatlán por 1-0. La victoria combinada con un empate de Estados Unidos ante Costa Rica (2-2) en tiempo de reposición, envió a los 'Ticos' a la repesca con Uruguay y a Honduras directo al Mundial. Luego de una histórica celebración; Rueda Rivera aseguró que "nunca dejó de creer" que Honduras estaría en Sudáfrica 2010. Esto significó (según Rueda) la exitosa culminación de 30 años de carrera profesional. Pero se trazó la meta de tratar de avanzar con Honduras, más allá de la fase de grupos, y superar lo hecho con la Sub-20 de Colombia en el mundial de Emiratos Árabes donde finalizó tercero.   El 3 de diciembre del 2009 Rueda presencia el sorteo mundialista en la ciudad de El Cabo, Sudáfrica. Luego de este acontecimiento, viajó a Europa junto al director deportivo de la selección: Osman Madrid en busca de canchas y alojamiento con miras a la preparación del seleccionado hondureño. Pero el 11 de diciembre, mientras hacían su labor, ambos sufrieron un aparatoso accidente. El vehículo en que se conducían en la ciudad de Annecy, cerca de los Alpes suizos fue embestido por otro vehículo que excedía los límites de velocidad. "Afortunadamente, gracias a Dios, no nos pasó nada grave". Confundido por lo sucedido Rueda aseguró que "fueron momentos de mucho pánico y de mucha angustia...tratando de salir del carro para ponernos a salvo". Afortunadamente para Rueda, el 2009 no terminó en desgracia "Podré, con el favor de Dios, seguir trabajando de cara al Mundial", dijo.
Por su logro con la selección de fútbol de Honduras, Rueda pasó a ser estadísticamente, el tercer técnico más exitoso con la selección de fútbol de Honduras; por detrás de José de la Paz Herrera y Ramón Maradiaga. En diciembre del 2009, Rueda fue nombrado como el Mejor Técnico Nacional del año por la prensa de colombiana. En Honduras, la selección dirigida por él se llevó los honores, al ser considerado 'El Personaje del año' mientras este se encontraba de vacaciones en su natal Colombia.
Rueda recibió la nacionalidad hondureña por parte del congreso de ese país el 14 de enero de 2010.

#### Selección de Ecuador
Desde agosto de 2010 Rueda fue presentado como nuevo entrenador de Ecuador, con esta selección logró clasificar cuarto de forma directa con 25 puntos a la Copa Mundial Brasil 2014. Rueda declararía: "Antes que todo felicitaciones a todo Ecuador, toda la familia del fútbol ecuatoriano. Todo Ecuador se lo merece, a la memoria del gran Chucho Benítez, que se nos fue", dijo Rueda, en la rueda de prensa tras la clasificación. En este mundial obtuvo el tercer lugar en su grupo, sin lograr acceder a octavos de final, razón por la que no continuó la dirección técnica de la selección ecuatoriana.

#### Selección de Chile
Posteriormente, hubo acercamientos de la Federación Chilena de Fútbol para contar con los servicios de Rueda como técnico de la Selección de Chile, aunque en Brasil aseguraron que debe presentarse para seguir dirigiendo al Flamengo.
El 8 de enero de 2018, el Flamengo anunció oficialmente la salida de Rueda del club, confirmando también que es el nuevo técnico de la selección de Chile, adelantándose al anuncio de la Federación de Fútbol de Chile, con contrato vigente hasta el final de las eliminatorias a la Copa Mundial de Fútbol de 2022. De paso, Rueda se convierte en el primer entrenador colombiano, en dirigir a la Selección Chilena.
Debutó como entrenador de Chile el 24 de marzo de 2018 en un amistoso disputado en Estocolmo ante Suecia, triunfo por 2-1 con goles de Arturo Vidal y el debutante Marcos Bolados y Rueda empezaba con el pie derecho al mando de La Roja, después en el segundo amistoso empató a 0 con Dinamarca en un intenso partido entre ambas selecciones, de esta manera volvía a Chile invicto desde Europa, jugando 2 partidos ganando 1 y empatando otro.
Su primer desafió oficial se presentó en el año 2019 para la Copa América, donde Chile venía muy cuestionado por el pobre rendimiento del equipo en su preparación para el torneo. En el debut la selección chilena goleó a Japón con un contundente 4-0. Ya en su segundo duelo del grupo derrotó a Ecuador en un apretado 2-1, clasificándose a la segunda fase. En el cierre del grupo perdería ante el Uruguay por 0-1. En los cuartos de final Chile, en un polémico duelo, vencería a Colombia tras una tanda de penales por 5-4, tras empatar 0-0 en los 90 minutos. En las semifinales el elenco de Rueda sería goleado por Perú 0-3, quedando eliminado y sin la posibilidad de obtener la tercera copa consecutiva. Para terminar la competición, Chile perdería el duelo por el tercer lugar ante Argentina por 1-2, terminando cuarto en la Copa América. El 13 de enero de 2021 la Federación Chilena de Fútbol informó que el director técnico Reinaldo Rueda llegó a un acuerdo para no continuar al frente de la Selección Chilena.

#### Selección Colombia (segunda etapa)
El 14 de enero de 2021 fue confirmado como nuevo entrenador de la Selección Colombia. El 3 de junio en el debut, Colombia venció 0-3 a Perú en Lima por las Eliminatorias a Catar 2022. En la Copa América 2021, Colombia empató 1-1 con Argentina en semifinales, al final cayeron 3-2 en penales. El equipo colombiano no pudo tener la clasificación al Mundial de Catar 2022, después de vencer 0-1 a Venezuela, la escuadra tricolor consumó su imposibilidad al terminar en el sexto puesto. Rueda repitió su fracaso al frente de la Selección Colombia de Mayores (Bajo su mando el equipo tampoco pudo asistir a Alemania 2006). El 18 de abril de 2022 la FCF comunicó de manera oficial su desvinculación de la selección.

## Equipos
| País     | Equipo                       | Periodo                  | Periodo                  |
| País     | Equipo                       | Desde                    | Hasta                    |
| -------- | ---------------------------- | ------------------------ | ------------------------ |
| Colombia | Selección sub-20 de Colombia | 1 de julio de 1992       | 31 de julio de 1993      |
| Colombia | Cortuluá                     | 12 de mayo de 1994       | 20 de abril de 1997      |
| Colombia | Deportivo Cali               | 5 de junio de 1997       | 20 de septiembre de 1998 |
| Colombia | Selección sub-20 de Colombia | 1999                     | 12 de mayo de 2002       |
| Colombia | Selección Mayor de Colombia  | 7 de mayo de 2002        | 12 de mayo de 2002       |
| Colombia | Independiente Medellín       | 24 de mayo de 2002       | 19 de septiembre de 2002 |
| Colombia | Selección sub-20 de Colombia | 20 de septiembre de 2002 | 5 de enero de 2004       |
| Colombia | Selección Mayor de Colombia  | 30 de enero de 2004      | 30 de abril de 2006      |
| Honduras | Selección Mayor de Honduras  | 25 de enero de 2007      | 29 de julio de 2010      |
| Ecuador  | Selección Mayor de Ecuador   | 10 de agosto de 2010     | 13 de julio de 2014      |
| Colombia | Atlético Nacional            | 2 de junio de 2015       | 21 de junio de 2017      |
| Brasil   | Flamengo                     | 14 de agosto de 2017     | 8 de enero de 2018       |
| Chile    | Selección Mayor de Chile     | 8 de enero de 2018       | 13 de enero de 2021      |
| Colombia | Selección Mayor de Colombia  | 14 de enero de 2021      | 18 de abril de 2022      |
| Honduras | Selección Mayor de Honduras  | 16 de julio de 2023      | Presente                 |

## Estadísticas como entrenador

### En clubes
| Cortuluá · Colombia               | 1.ª          | 1994         | Desconocido | Desconocido | Desconocido | Desconocido | -  | - | - | - | -  | -  | -  | - | - | - | - | - | Desconocido | Desconocido | Desconocido | Desconocido | [ nota 1 ] |
| Cortuluá · Colombia               | 1.ª          | 1995         | 30          | 10          | 7           | 13          | -  | - | - | - | -  | -  | -  | - | - | - | - | - | 30          | 10          | 7           | 13          | 41.11%     |
| Cortuluá · Colombia               | 1.ª          | 1995-96      | 48          | 12          | 18          | 18          | -  | - | - | - | -  | -  | -  | - | - | - | - | - | 48          | 12          | 18          | 18          | 37.5%      |
| Cortuluá · Colombia               | 1.ª          | 1996-97      | 46          | 15          | 18          | 13          | -  | - | - | - | -  | -  | -  | - | - | - | - | - | 46          | 15          | 18          | 13          | 45.65%     |
| Cortuluá · Colombia               | Total        | Total        | 124         | 37          | 43          | 44          | -  | - | - | - | -  | -  | -  | - | - | - | - | - | 124         | 37          | 43          | 44          | 41.4%      |
| Deportivo Cali · Colombia         | 1.ª          | 1997         | 44          | 23          | 8           | 13          | -  | - | - | - | -  | -  | -  | - | - | - | - | - | 44          | 23          | 8           | 13          | 58.33%     |
| Deportivo Cali · Colombia         | 1.ª          | 1998         | 34          | 14          | 9           | 11          | -  | - | - | - | 1  | 0  | 1  | 0 | - | - | - | - | 35          | 14          | 10          | 11          | 49.52%     |
| Deportivo Cali · Colombia         | Total        | Total        | 78          | 37          | 17          | 24          | -  | - | - | - | 1  | 0  | 1  | 0 | - | - | - | - | 79          | 37          | 18          | 24          | 54.43%     |
| Independiente Medellín · Colombia | 1.ª          | 2003         | 10          | 3           | 3           | 4           | -  | - | - | - | -  | -  | -  | - | - | - | - | - | 10          | 3           | 3           | 4           | 40%        |
| Independiente Medellín · Colombia | Total        | Total        | 10          | 3           | 3           | 4           | -  | - | - | - | -  | -  | -  | - | - | - | - | - | 10          | 3           | 3           | 4           | 40%        |
| Atlético Nacional · Colombia      | 1.ª          | 2015         | 26          | 17          | 4           | 5           | 2  | 1 | 0 | 1 | -  | -  | -  | - | - | - | - | - | 28          | 18          | 4           | 6           | 69.05%     |
| Atlético Nacional · Colombia      | 1.ª          | 2016         | 48          | 22          | 18          | 8           | 8  | 5 | 1 | 2 | 26 | 15 | 9  | 2 | 2 | 2 | 0 | 0 | 84          | 44          | 28          | 12          | 73.59%     |
| Atlético Nacional · Colombia      | 1.ª          | 2017         | 26          | 19          | 6           | 1           | -  | - | - | - | 8  | 3  | 0  | 5 | - | - | - | - | 34          | 22          | 6           | 6           | 70.59%     |
| Atlético Nacional · Colombia      | Total        | Total        | 100         | 58          | 28          | 14          | 10 | 6 | 3 | 1 | 34 | 18 | 9  | 7 | 2 | 2 | 0 | 0 | 146         | 84          | 40          | 22          | 66.66%     |
| Flamengo · Brasil                 | 1.ª          | 2017         | 18          | 8           | 3           | 7           | 5  | 1 | 4 | 0 | 8  | 4  | 3  | 1 | - | - | - | - | 31          | 13          | 10          | 8           | 52.69%     |
| Flamengo · Brasil                 | Total        | Total        | 18          | 8           | 3           | 7           | 5  | 1 | 4 | 0 | 8  | 4  | 3  | 1 | - | - | - | - | 31          | 13          | 10          | 8           | 52.69%     |
| Total clubes                      | Total clubes | Total clubes | 330         | 143         | 94          | 93          | 15 | 7 | 7 | 1 | 43 | 22 | 13 | 8 | 2 | 2 | 0 | 0 | 390         | 174         | 114         | 102         | 54.36%     |
| 1. 2. 3.                          |              |              |             |             |             |             |    |   |   |   |    |    |    |   |   |   |   |   |             |             |             |             |            |

### En selecciones
| Selección         | Años                       | Copas | Copas | Copas | Copas |       | Clasificaciones | Clasificaciones | Clasificaciones | Clasificaciones |    | Mundial Sudamericanos | Mundial Sudamericanos | Mundial Sudamericanos | Mundial Sudamericanos |    | Amistosos | Amistosos | Amistosos | Amistosos |    | Totales     | Totales | Totales | Totales | Totales | Totales | Totales | Totales |
| Selección         | Años                       | Part. | G     | E     | P     | Part. | G               | E               | P               | Part.           | G  | E                     | P                     | Part.                 | G                     | E  | P         | Part.     | G         | E         | P  | Rendimiento | GF      | GC      | Dif.    |         |         |         |         |
| ----------------- | -------------------------- | ----- | ----- | ----- | ----- | ----- | --------------- | --------------- | --------------- | --------------- | -- | --------------------- | --------------------- | --------------------- | --------------------- | -- | --------- | --------- | --------- | --------- | -- | ----------- | ------- | ------- | ------- | ------- | ------- | ------- | ------- |
| Menores           | 1992-1993; 1999-2003       | 15    | 7     | 5     | 3     | -     | -               | -               | -               | 25              | 12 | 6                     | 7                     | -                     | -                     | -  | -         | 40        | 19        | 11        | 10 | 56.67%      | 60      | 41      | +19     |         |         |         |         |
| Absoluta          | 2002; 2004-2006; 2021-2022 | 18    | 7     | 4     | 7     | 28    | 10              | 12              | 6               | -               | -  | -                     | -                     | 19                    | 8                     | 7  | 4         | 65        | 25        | 23        | 17 | 50.25%      | 81      | 58      | +23     |         |         |         |         |
| Absoluta          | 2006-2010; 2023-Act.       | 33    | 19    | 3     | 11    | 23    | 14              | 2               | 7               | 3               | 0  | 1                     | 2                     | 23                    | 12                    | 4  | 7         | 82        | 45        | 10        | 27 | 58.95%      | 134     | 84      | +50     |         |         |         |         |
| Absoluta          | 2010-2014                  | 3     | 0     | 1     | 2     | 16    | 7               | 4               | 5               | 3               | 1  | 1                     | 1                     | 28                    | 11                    | 11 | 6         | 50        | 19        | 17        | 14 | 49.33%      | 76      | 59      | +17     |         |         |         |         |
| Absoluta          | 2018-2021                  | 6     | 2     | 1     | 3     | 4     | 1               | 1               | 2               | -               | -  | -                     | -                     | 17                    | 6                     | 6  | 5         | 27        | 9         | 8         | 10 | 43.21%      | 35      | 35      | +0      |         |         |         |         |
| Total Selecciones | Total Selecciones          | 75    | 35    | 14    | 26    | 71    | 32              | 19              | 20              | 31              | 13 | 8                     | 10                    | 87                    | 37                    | 28 | 22        | 264       | 117       | 69        | 78 | 53.03%      | 386     | 277     | +109    |         |         |         |         |
| 1. 2.             |                            |       |       |       |       |       |                 |                 |                 |                 |    |                       |                       |                       |                       |    |           |           |           |           |    |             |         |         |         |         |         |         |         |

## Estadísticas con la selección de Colombia

### Juveniles
| Torneo                                   | Año   | PJ | PG | PE | PP | GF | GC | DF  | Pts | Resultado    | Rendimiento |
| ---------------------------------------- | ----- | -- | -- | -- | -- | -- | -- | --- | --- | ------------ | ----------- |
| Sudamericano Sub-20                      | 1992  | 6  | 2  | 3  | 1  | 4  | 2  | +2  | 9   | 3.er         | 50%         |
| Mundial Sub-20 1993                      | 1993  | 3  | 1  | 0  | 2  | 5  | 7  | -2  | 3   | Primera fase | 33.33%      |
| Esperanzas de Toulon                     | 2000  | 5  | 3  | 2  | 0  | 11 | 5  | +6  | 11  | Campeón      | 73.33%      |
| Esperanzas de Toulon                     | 2001  | 5  | 2  | 2  | 1  | 7  | 8  | -1  | 8   | Subcampeón   | 53.33%      |
| XIX Juegos Centroamericanos y del Caribe | 2002  | 2  | 1  | 0  | 1  | 1  | 1  | 0   | 3   | Primera fase | 50%         |
| Esperanzas de Toulon                     | 2003  | 3  | 1  | 1  | 1  | 6  | 3  | +3  | 4   | Primera fase | 44.44%      |
| Mundial Sub-20 2003                      | 2003  | 7  | 4  | 2  | 1  | 10 | 5  | +5  | 14  | 3.er         | 66.66%      |
| Sudamericano Sub-20                      | 2003  | 9  | 5  | 1  | 3  | 16 | 10 | +6  | 16  | 4.º          | 59.26%      |
| Total                                    | Total | 40 | 19 | 11 | 10 | 60 | 41 | +19 | 68  | Un título    | 56.67%      |

### Mayores
| Torneo                                                 | Año                  | PJ | PG | PE | PP | GF | GC | DF  | Pts | Resultado   | Rendimiento |
| ------------------------------------------------------ | -------------------- | -- | -- | -- | -- | -- | -- | --- | --- | ----------- | ----------- |
| Copa América 2004                                      | 2004                 | 6  | 3  | 1  | 2  | 7  | 7  | 0   | 10  | 4.º         | 55.56%      |
| Copa Oro                                               | 2005                 | 5  | 2  | 0  | 3  | 7  | 7  | 0   | 6   | 4.º         | 40%         |
| Clasificación de Conmebol para la Copa Mundial de 2006 | 2003-05              | 14 | 6  | 5  | 3  | 22 | 8  | +14 | 23  | 6.º         | 54.76%      |
| Clasificación de Conmebol para la Copa Mundial de 2022 | 2021-22              | 14 | 4  | 7  | 3  | 14 | 8  | +6  | 19  | 6°          | 45.24%      |
| Copa América 2021                                      | 2021                 | 7  | 2  | 3  | 2  | 7  | 7  | 0   | 9   | 3.er        | 42.86%      |
| Amistosos                                              | 2002 2004-06 2021-22 | 19 | 8  | 7  | 4  | 24 | 21 | +3  | 31  | +8 PG       | 54.39%      |
| Total                                                  | Total                | 65 | 25 | 23 | 17 | 81 | 58 | +23 | 98  | Sin títulos | 50.25%      |

## Estadísticas con la selección de Honduras

### Mayores
| Torneo                                                           | Año                 | PJ | PG | PE | PP | GF  | GC | DF  | Pts | Resultado        | Rendimiento |
| ---------------------------------------------------------------- | ------------------- | -- | -- | -- | -- | --- | -- | --- | --- | ---------------- | ----------- |
| Copa Oro                                                         | 2007                | 4  | 2  | 0  | 2  | 10  | 6  | +4  | 6   | Cuartos de final | 50%         |
| Clasificación de Concacaf para la Copa Mundial de 2010 Fase 1    | 2008                | 2  | 1  | 1  | 0  | 6   | 2  | +4  | 4   | 1.er             | 66.67%      |
| Clasificación de Concacaf para la Copa Mundial de 2010 Fase 2    | 2008                | 6  | 4  | 0  | 2  | 9   | 5  | +4  | 12  | 1.er             | 66.67%      |
| Copa UNCAF                                                       | 2009                | 5  | 4  | 0  | 1  | 9   | 3  | +6  | 12  | 3.er             | 80%         |
| Copa Oro                                                         | 2009                | 5  | 3  | 0  | 2  | 6   | 4  | +2  | 9   | 3.er             | 60%         |
| Clasificación de Concacaf para la Copa Mundial de 2010 Hexagonal | 2009                | 10 | 5  | 1  | 4  | 18  | 11 | +7  | 16  | 3.er             | 53.33%      |
| Copa Mundial de 2010                                             | 2010                | 3  | 0  | 1  | 2  | 0   | 3  | -3  | 1   | Primera fase     | 11.11%      |
| Liga de Naciones de la Concacaf 2023-24                          | 2023                | 6  | 3  | 1  | 2  | 10  | 3  | +7  | 10  | Cuartos de final | 55.56%      |
| Repechaje Copa América                                           | 2024                | 1  | 0  | 0  | 1  | 1   | 3  | -2  | 0   | No clasificó     | 0%          |
| Liga de Naciones de la Concacaf 2024-25                          | 2024-2025           | 3  | 2  | 0  | 1  | 9   | 6  | +3  | 6   | Cuartos de final | 66.67%      |
| Clasificación de Concacaf para la Copa Mundial de 2026           | 2024-2025           | 7  | 5  | 1  | 1  | 13  | 4  | +9  | 16  | En disputa       | 76.19%      |
| Clasificación para la Copa de Oro de la Concacaf 2025            | 2025                | 2  | 2  | 0  | 0  | 7   | 3  | +4  | 6   | Clasificado      | 100%        |
| Copa Oro                                                         | 2025                | 5  | 2  | 1  | 2  | 5   | 9  | -4  | 7   | Semifinales      | 46.67%      |
| Amistosos                                                        | 2006-2010 2023-Act. | 23 | 12 | 4  | 7  | 31  | 22 | +9  | 40  | +12 PG           | 57.97%      |
| Total                                                            | Total               | 82 | 45 | 10 | 27 | 134 | 84 | +50 | 145 | Sin títulos      | 58.95%      |

## Estadísticas con la selección de Ecuador

### Mayores
| Torneo                                                 | Año       | PJ | PG | PE | PP | GF | GC | DF  | Pts | Resultado    | Rendimiento |
| ------------------------------------------------------ | --------- | -- | -- | -- | -- | -- | -- | --- | --- | ------------ | ----------- |
| Copa América 2011                                      | 2011      | 3  | 0  | 1  | 2  | 2  | 5  | -3  | 1   | Primera fase | 11.11%      |
| Clasificación de Conmebol para la Copa Mundial de 2014 | 2011-2013 | 16 | 7  | 4  | 5  | 20 | 16 | +4  | 25  | 4.º          | 52.08%      |
| Copa Mundial de 2014                                   | 2014      | 3  | 1  | 1  | 1  | 3  | 3  | 0   | 4   | Primera fase | 44.44%      |
| Amistosos                                              | 2010-2014 | 28 | 11 | 11 | 6  | 51 | 35 | +16 | 44  | +11 PG       | 52.39%      |
| Total                                                  | Total     | 50 | 19 | 17 | 14 | 76 | 59 | +17 | 74  | Sin títulos  | 49.33%      |

## Estadísticas con la selección de Chile

### Mayores
| Torneo                                                 | Año       | PJ | PG | PE | PP | GF | GC | DF | Pts | Resultado   | Rendimiento |
| ------------------------------------------------------ | --------- | -- | -- | -- | -- | -- | -- | -- | --- | ----------- | ----------- |
| Copa América 2019                                      | 2019      | 6  | 2  | 1  | 3  | 7  | 7  | 0  | 7   | 4.º         | 38.89%      |
| Clasificación de Conmebol para la Copa Mundial de 2022 | 2020-2022 | 4  | 1  | 1  | 2  | 6  | 6  | 0  | 4   | Inconclusa  | 33.33%      |
| Amistosos                                              | 2018-2020 | 17 | 6  | 6  | 5  | 22 | 22 | 0  | 24  | +6 PG       | 47.05%      |
| Total                                                  | Total     | 27 | 9  | 8  | 10 | 35 | 35 | 0  | 35  | Sin títulos | 43.21%      |

| 1  | 24 de marzo de 2018      | Estocolmo         | Suecia         | 2:1 (1:1)          | Amistoso                   | Arturo Vidal y Marcos Bolados                      |
| 2  | 27 de marzo de 2018      | Aalborg           | Dinamarca      | 0:0 (0:0)          | Amistoso                   |                                                    |
| 3  | 31 de mayo de 2018       | Graz              | Rumania        | 2:3 (1:1)          | Amistoso                   | Guillermo Maripán y Lorenzo Reyes                  |
| 4  | 4 de junio de 2018       | Graz              | Serbia         | 1:0 (0:0)          | Amistoso                   | Guillermo Maripán                                  |
| 5  | 8 de junio de 2018       | Poznań            | Polonia        | 2:2 (1:2)          | Amistoso                   | Miiko Albornoz y Diego Valdés                      |
| 6  | 11 de septiembre de 2018 | Seúl              | Corea del Sur  | 0:0 (0:0)          | Amistoso                   |                                                    |
| 7  | 12 de octubre de 2018    | Miami             | Perú           | 0:3 (0:0)          | Amistoso                   |                                                    |
| 8  | 16 de octubre de 2018    | Querétaro         | México         | 1:0 (0:0)          | Amistoso                   | Nicolás Castillo                                   |
| 9  | 16 de noviembre de 2018  | Rancagua          | Costa Rica     | 2:3 (0:1)          | Amistoso                   | Sebastián Vegas y Alexis Sánchez                   |
| 10 | 20 de noviembre de 2018  | Temuco            | Honduras       | 4:1 (2:1)          | Amistoso                   | Arturo Vidal x2, Alexis Sánchez y Nicolás Castillo |
| 11 | 22 de marzo de 2019      | San Diego         | México         | 1:3 (0:0)          | Amistoso                   | Nicolás Castillo                                   |
| 12 | 26 de marzo de 2019      | Houston           | Estados Unidos | 1:1 (1:1)          | Amistoso                   | Oscar Opazo                                        |
| 13 | 6 de junio de 2019       | La Serena         | Haití          | 2:1 (0:1)          | Amistoso                   | Eduardo Vargas y José Fuenzalida                   |
| 14 | 17 de junio de 2019      | São Paulo         | Japón          | 4:0 (1:0)          | Copa América 2019          | Erick Pulgar, Eduardo Vargas x2 y Alexis Sánchez   |
| 15 | 21 de junio de 2019      | Salvador de Bahía | Ecuador        | 2:1 (1:1)          | Copa América 2019          | José Fuenzalida y Alexis Sánchez                   |
| 16 | 24 de junio de 2019      | Río de Janeiro    | Uruguay        | 0:1 (0:0)          | Copa América 2019          |                                                    |
| 17 | 28 de junio de 2019      | São Paulo         | Colombia       | 0:0 (0:0) (5:4 p.) | Copa América 2019          |                                                    |
| 18 | 3 de julio de 2019       | Porto Alegre      | Perú           | 0:3 (0:2)          | Copa América 2019          |                                                    |
| 19 | 6 de julio de 2019       | Sao Paulo         | Argentina      | 1:2 (0:2)          | Copa América 2019          | Arturo Vidal                                       |
| 20 | 5 de septiembre de 2019  | Los Ángeles       | Argentina      | 0:0 (0:0)          | Amistoso                   |                                                    |
| 21 | 10 de septiembre de 2019 | San Pedro Sula    | Honduras       | 1:2 (1:0)          | Amistoso                   | Alfonso Parot                                      |
| 22 | 12 de octubre de 2019    | Alicante          | Colombia       | 0:0 (0:0)          | Amistoso                   |                                                    |
| 23 | 15 de octubre de 2019    | Alicante          | Guinea         | 3:2 (0:1)          | Amistoso                   | Jean Meneses, Felipe Mora y Arturo Vidal           |
| 24 | 8 de octubre de 2020     | Montevideo        | Uruguay        | 1:2 (0:1)          | Clasificatorias Catar 2022 | Alexis Sánchez                                     |
| 25 | 13 de octubre de 2020    | Santiago          | Colombia       | 2:2 (2:1)          | Clasificatorias Catar 2022 | Arturo Vidal y Alexis Sánchez                      |
| 26 | 13 de noviembre de 2020  | Santiago          | Perú           | 2:0 (2:0)          | Clasificatorias Catar 2022 | Arturo Vidal x2                                    |
| 27 | 17 de noviembre de 2020  | Caracas           | Venezuela      | 1:2 (1:1)          | Clasificatorias Catar 2022 | Arturo Vidal                                       |

## Sumario de competencias
| Año  | Selección | Competencia                           | Resultado final      |
| ---- | --------- | ------------------------------------- | -------------------- |
| 1992 | Colombia  | Campeonato Sudamericano Sub-20        | Tercer puesto        |
| 1993 | Colombia  | Copa Mundial Juvenil de 1993          | Primera fase         |
| 2000 | Colombia  | Torneo Esperanzas de Toulon           | Campeón              |
| 2001 | Colombia  | Torneo Esperanzas de Toulon           | Subcampeón           |
| 2002 | Colombia  | Juegos Centroamericanos               | Primera fase         |
| 2003 | Colombia  | Sudamericano Sub-20                   | Cuarto puesto        |
| 2003 | Colombia  | Torneo Esperanzas de Toulon           | Primera fase         |
| 2003 | Colombia  | Copa Mundial Juvenil de 2003          | Tercer puesto        |
| 2004 | Colombia  | Copa América 2004                     | Cuarto puesto        |
| 2005 | Colombia  | Copa de Oro                           | Cuarto puesto        |
| 2005 | Colombia  | Eliminatorias CONMEBOL 2006           | No clasificó         |
| 2007 | Honduras  | Copa de Oro                           | Cuartos de final     |
| 2009 | Honduras  | Copa UNCAF                            | Tercer puesto        |
| 2009 | Honduras  | Copa de Oro                           | Tercer puesto        |
| 2009 | Honduras  | Eliminatorias CONCACAF 2010           | Clasificó al Mundial |
| 2010 | Honduras  | Copa Mundial de 2010                  | Primera fase         |
| 2011 | Ecuador   | Copa América 2011                     | Primera fase         |
| 2013 | Ecuador   | Eliminatorias CONMEBOL 2014           | Clasificó al Mundial |
| 2014 | Ecuador   | Copa Mundial de Fútbol de 2014        | Primera fase         |
| 2019 | Chile     | Copa América 2019                     | Cuarto puesto        |
| 2020 | Chile     | Eliminatorias CONMEBOL 2022           | Inconclusa           |
| 2021 | Colombia  | Copa América 2021                     | Tercer puesto        |
| 2022 | Colombia  | Eliminatorias CONMEBOL 2022           | No clasificó         |
| 2023 | Honduras  | Liga de Naciones 2023-24              | Cuartos de final     |
| 2024 | Honduras  | Repechaje clasificatorio Copa América | No clasificó         |
| 2024 | Honduras  | Eliminatorias CONCACAF 2026           | En disputa           |
| 2024 | Honduras  | Liga de Naciones 2024-25              | Cuartos de final     |

### Participaciones en Copas del Mundo
| Mundial                                | Resultado     |
| -------------------------------------- | ------------- |
| Copa Mundial Juvenil de 1993           | Primera fase  |
| Copa Mundial Juvenil de 2003           | Tercer puesto |
| Copa Mundial 2010                      | Primera fase  |
| Copa Mundial 2014                      | Primera fase  |
| Copa Mundial de Clubes de la FIFA 2016 | Tercer puesto |

### Participaciones en Copa América
| Copa              | Selección | Sede   | Resultado    |
| ----------------- | --------- | ------ | ------------ |
| Copa América 2004 | Colombia  | Perú   | Cuarto lugar |
| Copa América 2019 | Chile     | Brasil | Cuarto lugar |
| Copa América 2021 | Colombia  | Brasil | Tercer lugar |

### Participaciones en Copa Oro
| Copa          | Selección | Sede           | Resultado        |
| ------------- | --------- | -------------- | ---------------- |
| Copa Oro 2005 | Colombia  | Estados Unidos | Cuarto lugar     |
| Copa Oro 2007 | Honduras  | Estados Unidos | Cuartos de final |
| Copa Oro 2009 | Honduras  | Estados Unidos | Tercer lugar     |

### Participaciones en Mundial de Clubes de la FIFA
| Torneo                      | Club              | Sede  | Resultado    |
| --------------------------- | ----------------- | ----- | ------------ |
| Copa Mundial de Clubes 2016 | Atlético Nacional | Japón | Tercer lugar |

## Palmarés como entrenador

### Campeonatos nacionales
| Título                | Equipo            | País     | Año  |
| --------------------- | ----------------- | -------- | ---- |
| Torneo Finalización   | Atlético Nacional | Colombia | 2015 |
| Superliga de Colombia | Atlético Nacional | Colombia | 2016 |
| Copa Colombia         | Atlético Nacional | Colombia | 2016 |
| Torneo Apertura       | Atlético Nacional | Colombia | 2017 |

### Copas internacionales
| Título                      | Equipo (*)                   | País     | Año  |
| --------------------------- | ---------------------------- | -------- | ---- |
| Torneo Esperanzas de Toulon | Selección Sub-21 de Colombia | Francia  | 2000 |
| Copa Libertadores           | Atlético Nacional            | Medellín | 2016 |
| Recopa Sudamericana         | Atlético Nacional            | Medellín | 2017 |

(*) Incluyendo la selección.

### Distinciones individuales
| Distinción | Año  |
| --- | ---- |
| El técnico colombiano que ha ocupado la posición más alta (3.er lugar) en competencias mundialistas (Mundial Juvenil de Emiratos Árabes Unidos) | 2003 |
| Mejor director técnico de Colombia (El Espectador)                                                                                              | 2009 |
| Entre los 10 mejores DT del mundo en el año 2012 (IFFHS).                                                                                       | 2013 |
| Mejor director técnico de Colombia (El País de Colombia)                                                                                        | 2015 |
| Mejor director técnico de la temporada 2015 en los Premios Águila                                                                               | 2015 |
| Mejor entrenador del año en Sudamérica (El País de Uruguay)                                                                                     | 2016 |
| Mejor director técnico (Premios Liga Águila) | 2016 |